# 池田七郎兵衛

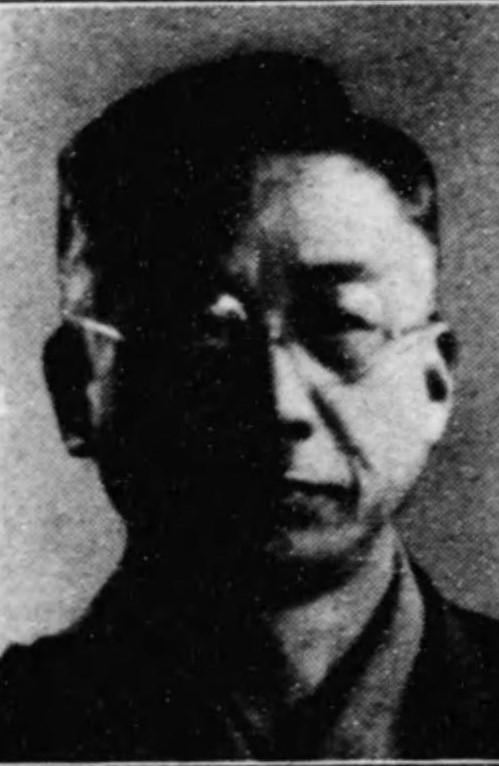
池田七郎兵衛

池田 七郎兵衛（七郎兵衞、いけだ ひちろうべい / しちろべえ、1882年（明治15年）6月11日 - 1962年（昭和37年）2月20日）は、大正から昭和前期の地主、農業経営者、実業家、政治家。衆議院議員（帝国議会・1期）、参議院議員（国会・1期）、福井県足羽郡酒生村長。幼名・千代三。

## 経歴
福井県足羽郡荒木新保村（酒生村荒木新保、足羽村、足羽町を経て現福井市）で、地主、先代・池田七郎兵衛の三男として生まれる。北陸中学校（現北陸中学校・高等学校）を卒業。1913年（大正2年）父の死去に伴い家督を相続し七郎兵衛を襲名した。農業を営む。
経営不振の第九十一銀行を買収して取締役頭取に就任。その他、福井紡績取締役、大正電気取締役、白山水力取締役、福井電力取締役、日本水力監査役などを務めた。また、足羽郡教育会長、同農会長、足羽馬匹組合長、酒生村耕地整理組合長、同信用購買販売利用組合長、福井県農会評議員、同畜産組合連合会副会長などを歴任した。
政界では、1915年（大正4年）福井県会議員に初当選し県政革新会の結成に参画。県議に通算4期在任し、その間、副議長、議長、参事会員を務めた。その他、酒生村長（2期）も務めた。1916年（大正5年）立憲政友会に入党して同福井県支部の幹部となり、1920年（大正9年）以降、山本条太郎の支援に尽力した。1932年（昭和7年）政友会福井県支部長に就任し1936年（昭和11年）まで在任した。1936年（昭和11年）2月の第19回衆議院議員総選挙で福井県全県区から立候補したが落選。1937年（昭和12年）4月の第20回衆議院議員総選挙で当選し、翼賛議員同盟に所属して衆議院議員に1期在任した。戦後、1947年（昭和22年）4月の第1回参議院議員通常選挙に福井県地方区から無所属で立候補して当選し、参議院議員に1期在任した。
1962年（昭和37年）2月20日、死去した。79歳没。死没日付をもって勲四等から従四位勲三等に叙され、瑞宝章を追贈された。